# Carmen González (ca sĩ)
Carmen González là một ca sĩ và nhạc sĩ đến từ Ecuador. Cô là ca sĩ chính của Koral y Esmeralda. Album Caramba là một sự tôn vinh cho di sản âm nhạc Afro-Ecuador của Ecuador.